# Читаклия
Читаклия или Читакли (на македонска литературна норма: Читаклија) е бивше село в Община Щип, Северна Македония.

## География
Читакли е било разположено на 15 километра югозападно от град Щип в южното подножие на Конечката планина (Серта), на 5 километра югозападно от Хаджи-Сейдели.

## История
В XIX век Читаклия е турско село в Щипска кааза на Османската империя. Според статистиката на Васил Кънчов („Македония. Етнография и статистика“) от 1900 година Читакли има 190 жители турци.
След Междусъюзническата война в 1913 година селото остава в Сърбия.
На етническата си карта от 1927 година Леонард Шулце Йена показва Читакли (Čitakli) като село с неясен етнически състав.